# Katalanischer Esel

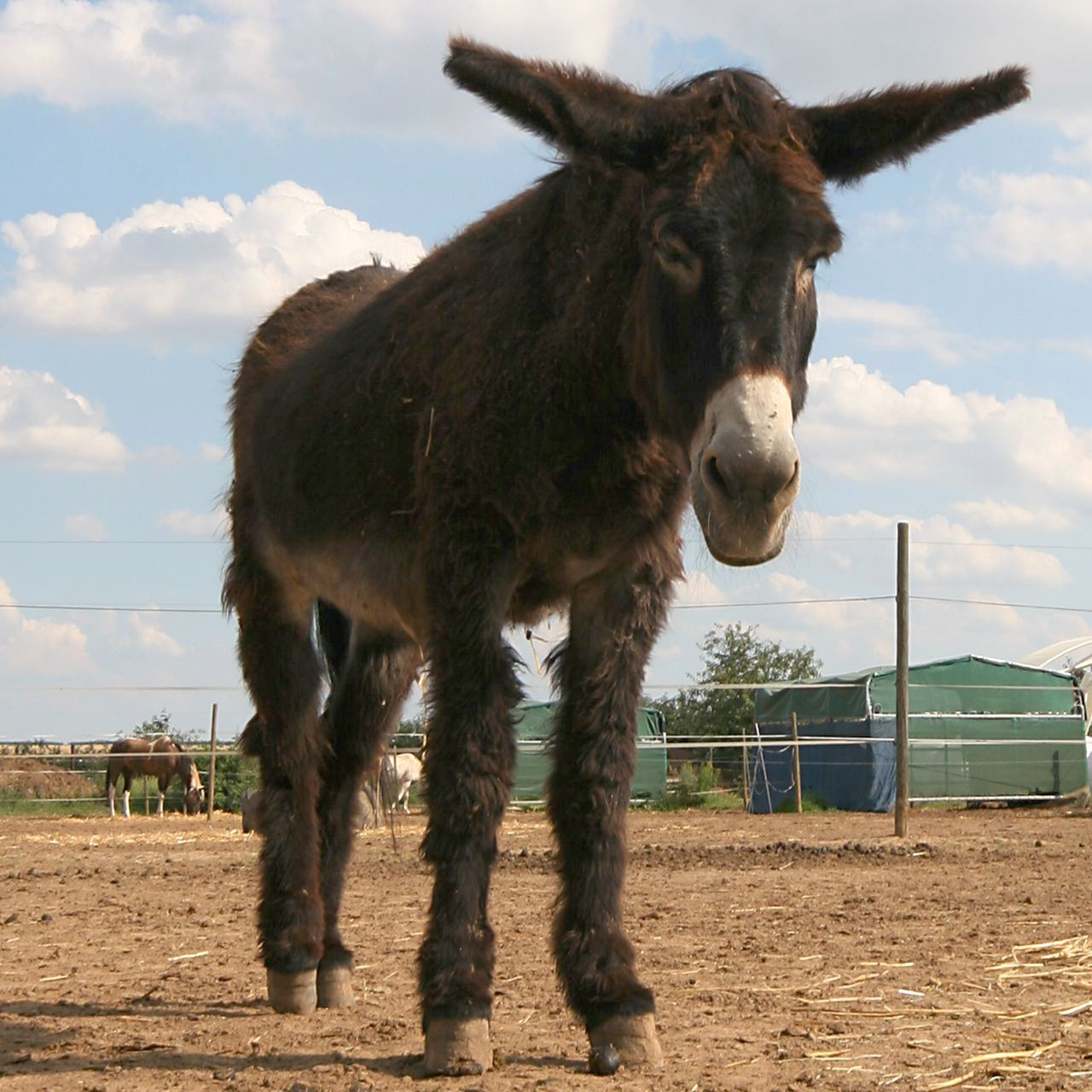
Katalanischer Esel

Der Katalanische Esel ist eine Rasse des Hausesels in Katalonien. Es wird angenommen, dass es sich um eine sehr alte Rasse handelt. Mit der abnehmenden Bedeutung dieses Nutztieres in der Landwirtschaft gingen die Bestände bedrohlich zurück. Von einst 50.000 Tieren bleiben heute noch rund 500 Exemplare, davon etwa 100 außerhalb Kataloniens.
Mit einer Schulterhöhe von bis zu 1,65 Metern und einem Gewicht von rund einer halben Tonne ist der Katalanische Esel der größte und schwerste seiner Art. Im Sommer besitzt er am ganzen Körper ein kurzes schwarzes Fell mit Ausnahme von weißen Bereichen um Maul, Augen und am Bauch. Das Winterfell ist deutlich länger und dunkelbraun.

## Inoffizielles Nationalsymbol Kataloniens

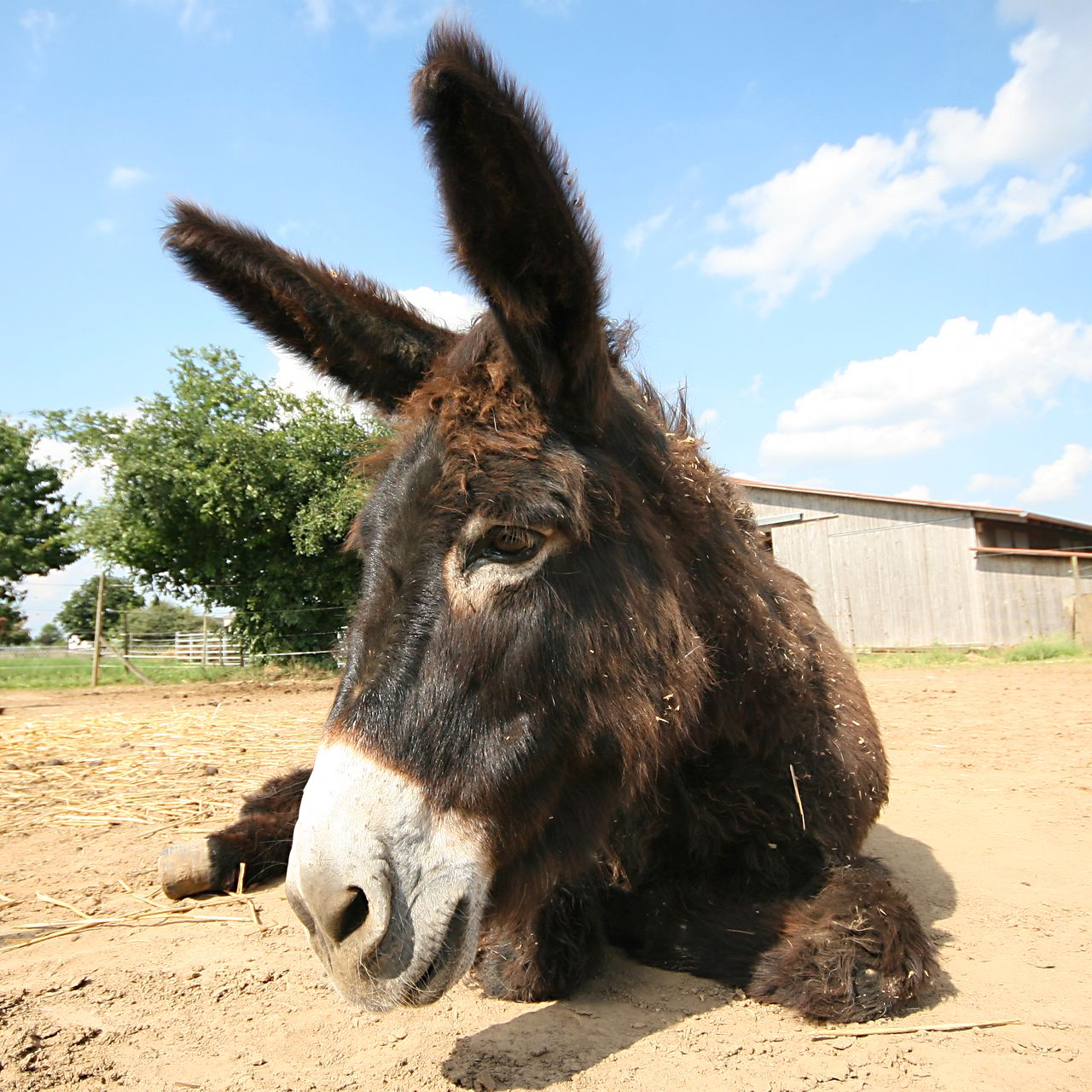
Weißes Fell um Augen und Maul, aufrechte Ohren

Der Katalanische Esel (Katalanisch: El Burro Català, El Ruc Català oder L’Ase Català) ist ein äußerst beliebtes, inoffizielles Nationalsymbol Kataloniens, das in seiner Genese nur als ein dem spanischen Osborne-Stier entgegengesetztes Symbol verstanden werden kann.

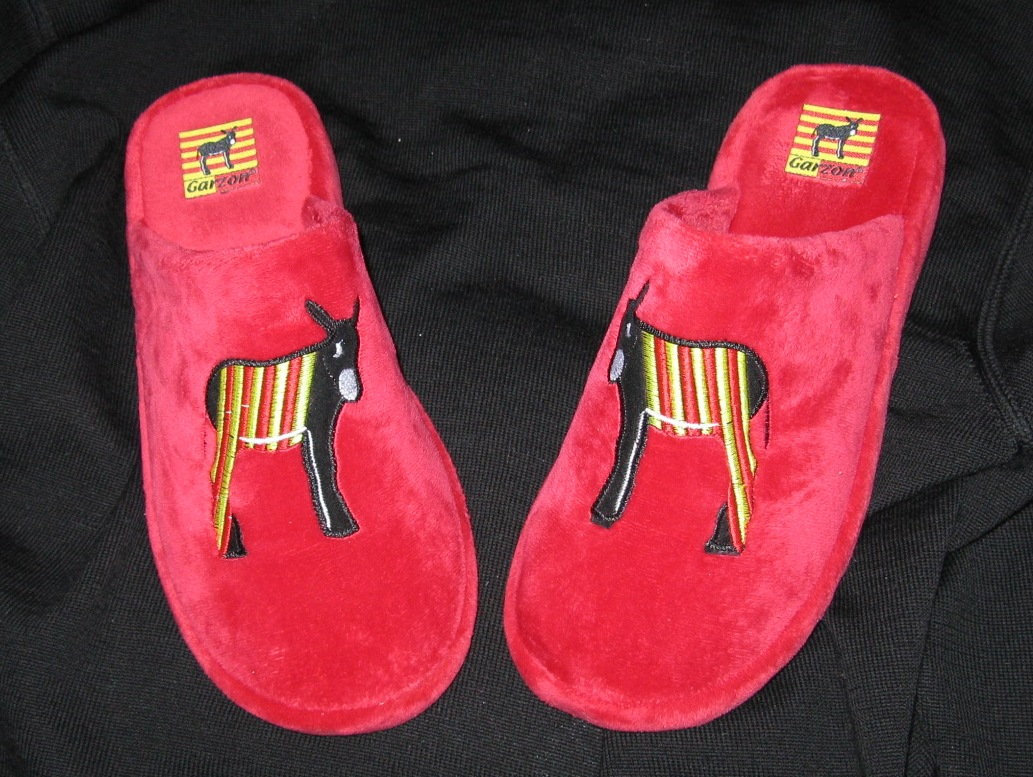
Katalanische Esel auf Hausschuhen

Der im Jahr 1956 von der spanischen Osborne-Gruppe zu Marketingzwecken für den Brandy Veterano kreierte Osborne-Stier entwickelte sich im Laufe der Zeit von einer Werbefigur zu einem nationalen Symbol Spaniens. In Verbindung mit der spanischen Fahne wird der Osborne-Stier oft auch als Erkennungszeichen der spanischen politischen Rechten genutzt. Der katalanische Nationalismus und die vorgenannte „politische Aufladung“ des Osborne-Stiers haben in Katalonien zur Verbreitung eines eigenen, dem Osborne-Stier diametral entgegenstehenden Symbols, des „Katalanischen Esels“, geführt. Die Bandbreite dieser symbolischen Opposition reicht hierbei von der ironischen Anlehnung des eigenen Esel-Symbols an den spanischen Stier bis zur polemischen Ablehnung und Bekämpfung des markanten Stieres. Der „Katalanische Esel“ findet Verbreitung auf Aufklebern, T-Shirts, Hausschuhen und ähnlichen Gegenständen.

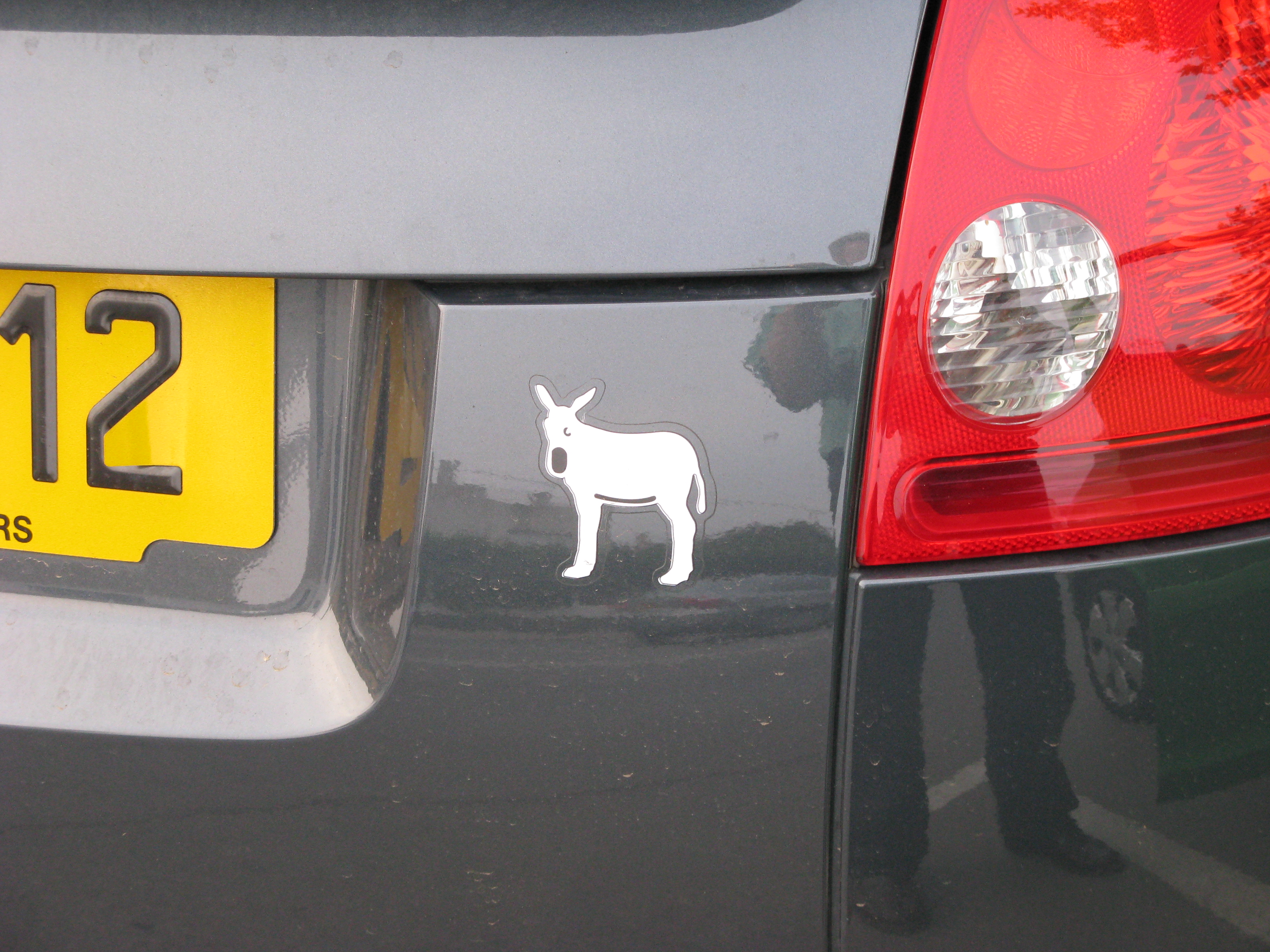
Katalanischer Esel auf dem Heck eines Autos

Der ursprüngliche Entwurf des stilisierten Esels wurde im Jahr 2000 von dem Grafikdesigner Eloi Alegre aus Sant Cugat del Vallès gestaltet. Eine zweite, leicht veränderte Version der Figur stammt von Jaume Sala und Àlex Ferreiro, die 2004 mit Alegre ein Abkommen über die Nutzung des Symbols geschlossen hatten. Ein Rechtsstreit um die Urheberschaft des Zeichens – und damit um die wachsenden Erlöse aus der Vermarktung der Figur – wurde 2007 dahingehend entschieden, dass Alegre einerseits und Sala / Ferreiro andererseits ihre jeweilige Version des Esels frei vermarkten können, Schadensersatzansprüche beider Parteien wurden nicht anerkannt.
Ähnliche Symbole entstanden auch in anderen Provinzen des spanischen Staates mit stark ausgeprägtem eigenem Nationalcharakter wie dem Baskenland mit seinem „Baskischen Schaf“ und Galicien mit seiner „Galicischen Kuh“.

## Bettwärmer

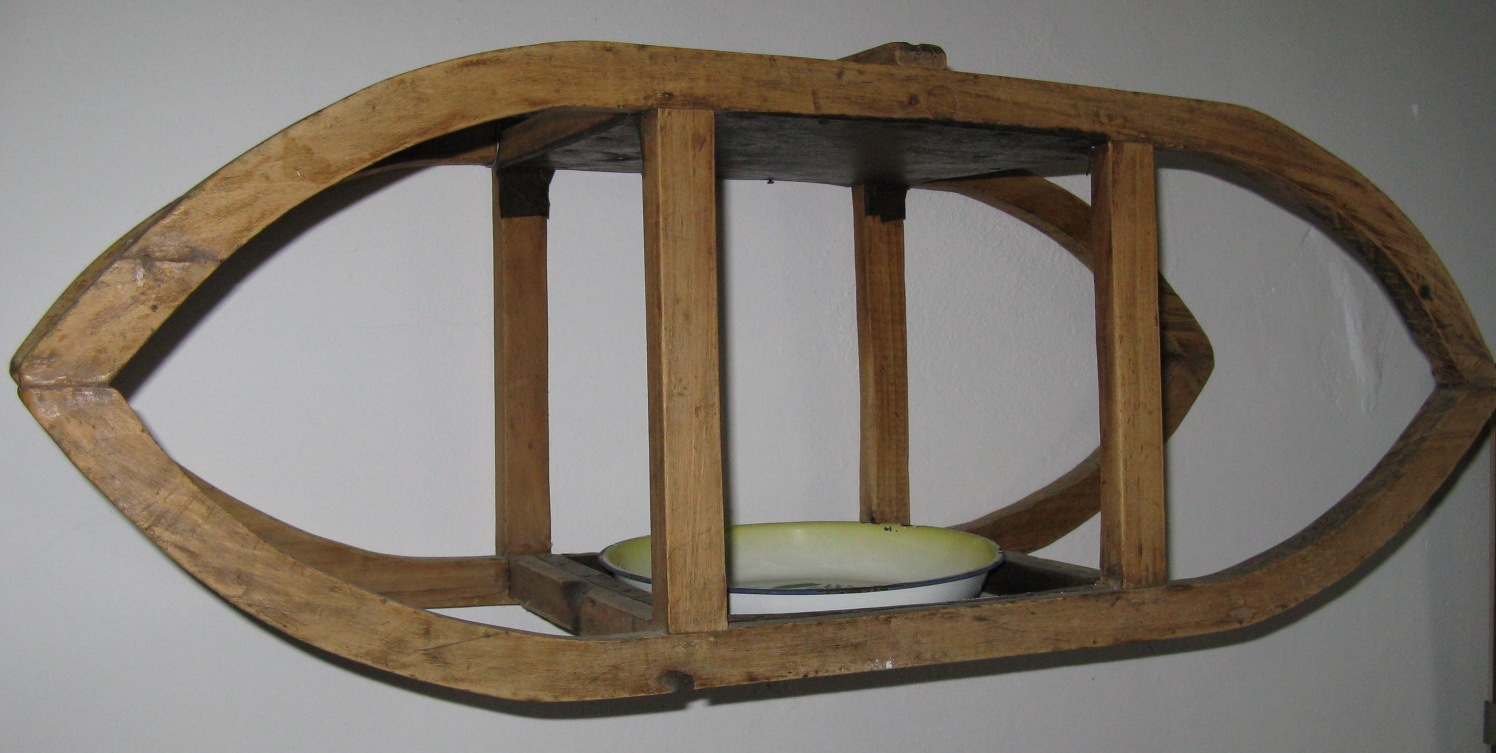
Ein Burro (Bettvorwärmer)

In Katalonien wird auch ein spezieller Bettvorwärmer El Burro („der Esel“), oder auch El Ruc (ebenfalls „der Esel“) genannt. Dieser Bettwärmer besteht aus einem schlittenförmigen Holzgestell, das zusammen mit einem Metallteller – gefüllt mit Kaminglut – zum Vorwärmen des Bettes unter die Bettdecke gestellt wird. Der eigentliche hölzerne Burro verhindert dabei, dass die Glut Kontakt zum Bett bekommt. Eine solche Bettvorwärmtechnik ist noch heute in katalanischen Bauernhäusern in Anwendung. Funktional ähnelt ein solcher „Burro“ der früher in Deutschland üblichen, mit Kohlen befüllten Bettpfanne, die vor dem Schlafengehen unter die Decke gelegt wurde.